# آندره یول
آندره یول (انگلیسی: Andrew Yule) شرکت دولتی مهندسی هندی است، که در سال ۱۸۶۳ تأسیس شد.